# I Durrell - La mia famiglia e altri animali
I Durrell - La mia famiglia e altri animali (The Durrells, nota anche come The Durrells in Corfu) è una serie televisiva britannica basata sui tre libri autobiografici di Gerald Durrell sui quattro anni che la sua famiglia ha passato sull'isola di Corfù (1935-1939), trasmessa dal 3 aprile 2016 e terminata il 12 maggio 2019. La serie è scritta da Simon Nye, diretta da Steve Barron e Roger Goldby, e prodotta da Christopher Hall. I produttori esecutivi sono Lee Morris e Sally Woodward Gentle. Lee Durrell, la vedova di Gerald Durrell e direttrice del Durrell Wildlife Conservation Trust, fungeva da consulente. La serie è stata parzialmente girata a Corfù ed anche agli Ealing Studios ed ai Twickenham Studios di Londra. Co-prodotta da Sid Gentle Films e Masterpiece, trasmessa dal 3 aprile 2016 sul canale ITV. La serie è tratta dalla trilogia di romanzi autobiografici La mia famiglia e altri animali, Storie di animali e di altre persone di famiglia e Il giardino degli dei di Gerald Durrell.
L'8 aprile 2017, la serie è stata rinnovata per una terza stagione che è ambientata nel 1937.
In Italia, la serie è andata in onda dal 9 giugno 2017 al 3 aprile 2020 sul canale a pagamento La EFFE. In chiaro viene trasmessa su Rai 2 dal 9 giugno 2019.

## Trama
La storia inizia nel 1935, quando Louisa Durrell annuncia improvvisamente che lei ed i suoi quattro figli si trasferiranno da Bournemouth all'isola greca di Corfù. Suo marito è morto alcuni anni prima e la famiglia sta vivendo problemi finanziari. Si verifica una battaglia omerica quando la famiglia si adatta alla vita sull'isola che, nonostante la mancanza di energia elettrica, dimostra che Corfù è economica ed è un paradiso terrestre.
Rispetto alla realtà, la serie si concede una licenza creativa: nella serie televisiva, la famiglia si trasferisce a Corfù in blocco, mentre nella vita reale Lawrence Durrell, il figlio maggiore (23 anni nel 1935), si era già trasferito sull'isola lo stesso anno con la propria moglie.

## Episodi
| Stagione         | Episodi | Prima TV UK | Prima TV Italia |
| ---------------- | ------- | ----------- | --------------- |
| Prima stagione   | 6       | 2016        | 2017            |
| Seconda stagione | 6       | 2017        | 2018            |
| Terza stagione   | 8       | 2018        | 2019            |
| Quarta stagione  | 6       | 2019        | 2020            |